# 白雲寺 (枚方市)
白雲寺（はくうんじ）は、大阪府枚方市にある浄土宗の寺院。山号は證誠山。

## 歴史
- 文治年間（1185年－1190年）頃、真言宗の信寂が法然に帰依し浄土宗に改宗。のち弁誉の代に知恩院の末寺となったという。
- 慶長18年－19年（1614年-1615年）大坂の陣で兵火に罹り伽藍を焼失したという。
- 寛文年間（1661年－1673年）頃に火災で伽藍を再び焼失するもその後復興した。
- 延宝9年（1681年）の『寺社改』に「知恩院末白雲寺 看坊生誉」の記載が残る。
- 明治33年（1900年）現在の本堂を再建する。

## 参考資料
- 『枚方市史』